# Hamiltonsk mekanik
Hamiltonsk mekanik är en matematisk teori som utvecklats som en omformulering av den klassiska mekaniken och som förutsäger samma resultat som icke-hamiltonsk klassisk mekanik. Den använder en annorlunda matematisk formalism, som ger en mer abstrakt tolkning av teorin. I ett historiskt perspektiv var den hamiltonska mekaniken ett viktigt steg i utvecklingen av kvantmekaniken.
Den hamiltonska mekaniken formulerades 1833 av William Rowan Hamilton, med utgångspunkt från lagrangesk mekanik, en tidigare formulering av den klassiska mekaniken som infördes 1788 av Joseph Louis Lagrange.

## Översikt
I den hamiltonska mekaniken beskrivs ett klassiskt fysikaliskt system av en mängd abstrakta koordinater r = (rq, rp) där varje komponent av koordinaterna qi, pi beror på systemets referenssystem.
Systemets utveckling med tiden bestäms av Hamiltons ekvationer:
{\displaystyle {\begin{aligned}&{\frac {\mathrm {d} {\boldsymbol {p}}}{\mathrm {d} t}}=-{\frac {\partial {\mathcal {H}}}{\partial {\boldsymbol {q}}}}\\&{\frac {\mathrm {d} {\boldsymbol {q}}}{\mathrm {d} t}}=+{\frac {\partial {\mathcal {H}}}{\partial {\boldsymbol {p}}}}\end{aligned}}}
där ℋ(q, p, t) är hamiltonfunktionen, som ofta motsvarar systemets totalenergi. I ett slutet system är funktionen ℋ summan av systemets kinetiska energi och dess potentialenergi.